# Polskie wyprawy andyjskie lat 30. XX w.

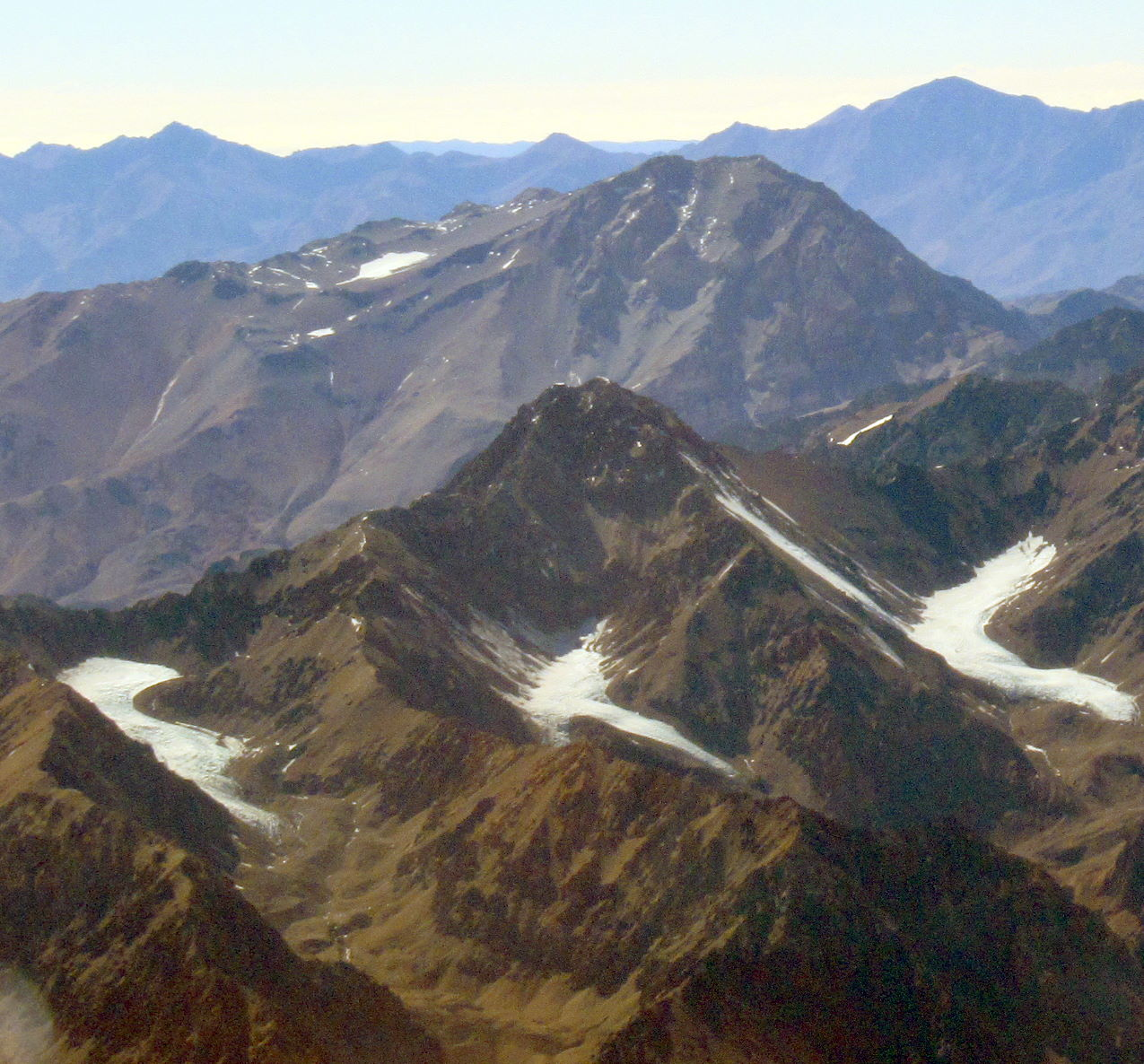
Na pierwszym planie szczyt Pico Polaco, odkryty (lecz nie zdobyty) przez polską wyprawę w 1934 r. Na drugim planie Cerro Ramada

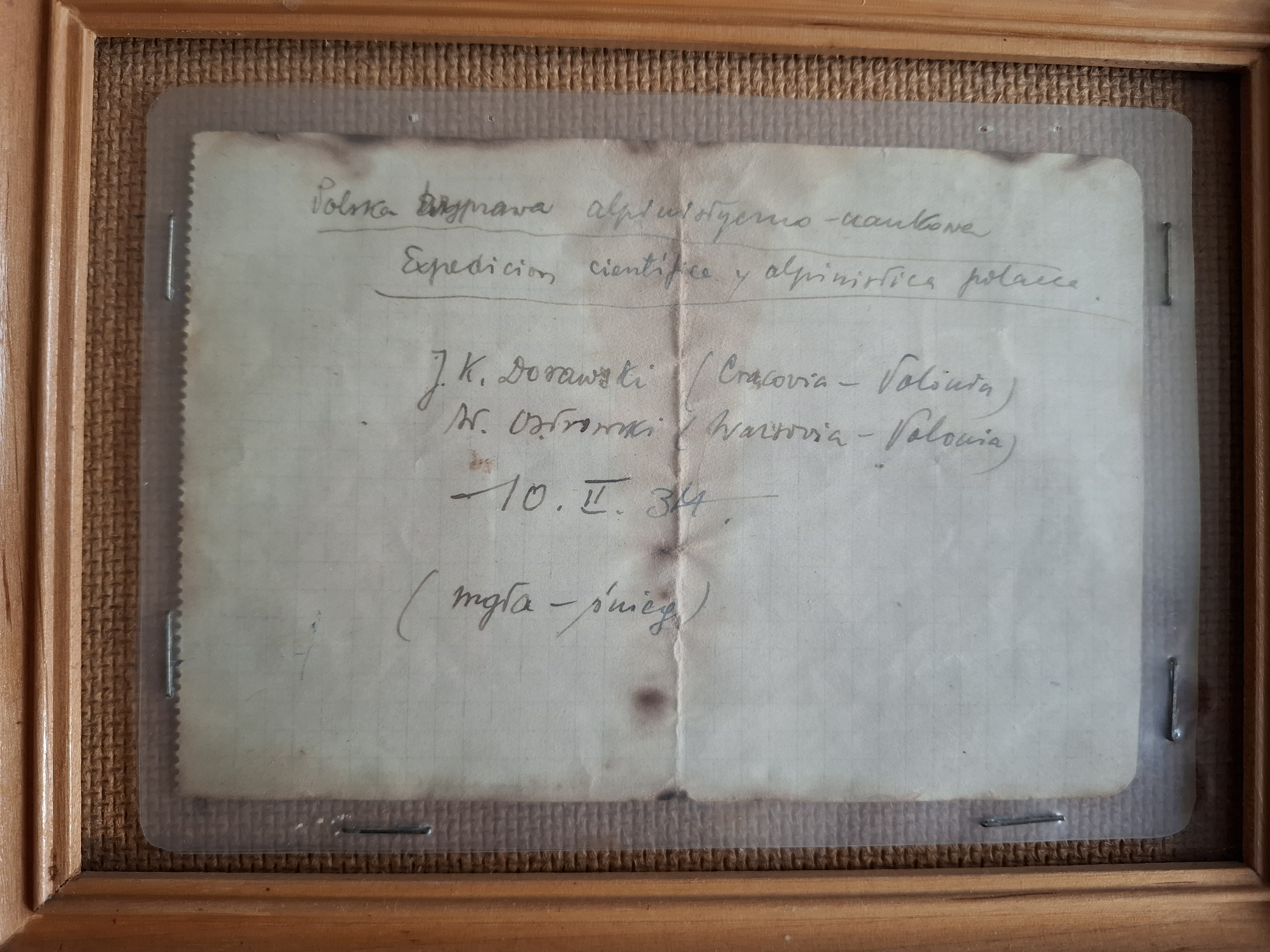
Notatka, pozostawiona 10.02.1934 r. przez zdobywców z Pierwszej Polskiej Wyprawy Andyjska 1933/34 na jednym z wierzchołków La Mesa, odnaleziona w 1989 r.

Polskie wyprawy andyjskie lat 30. XX w. – określenie dwóch wypraw polskich wspinaczy wysokogórskich w Andy zrealizowanych w latach trzydziestych XX wieku.
- Pierwsza Polska Wyprawa Andyjska 1933/34 pod kierownictwem Konstantego Narkiewicza-Jodki (sześciotysięczniki – pierwsze zdobycie Mercedario i Cerro Ramada(inne języki), wejścia na La Mesa(inne języki), Alma Negra(inne języki), odkrycie Pico Polaco (6050 m), wejścia na pięciotysięczniki – m.in. Cerro Negro(inne języki) (5550 m) oraz eksploracja regionu Aconcagui)
- Druga Polska Wyprawa Andyjska 1936/37 pod kierownictwem Justyna Wojsznisa (m.in. pierwsze wejście na Ojos del Salado).

## Pierwsza Polska Wyprawa Andyjska

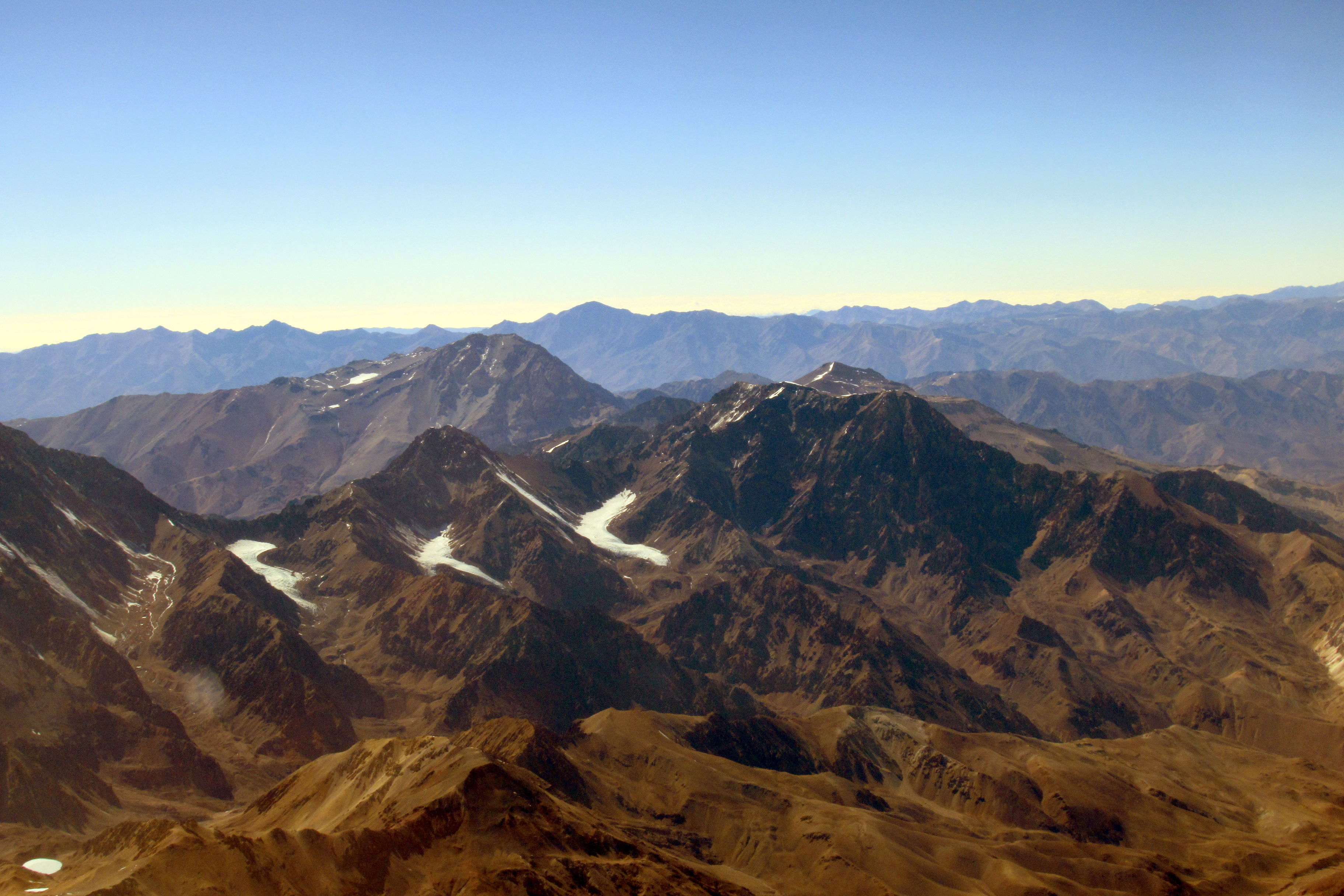
Na pierwszym planie od lewej do prawej: zbocza Mercedario, Pico Polaco, La Mesa. Na drugim planie od lewej do prawej Cerro Ramada i słabo widoczny wierzchołek Alma Negra

Pierwsza Polska Wyprawa Andyjska z lat 1933–1934 w argentyński rejon Cordillera de la Ramada była pierwszą polską zorganizowaną wyprawą o charakterze alpinistyczno-badawczym; uzyskała ona światowy rozgłos.
Wzięli w niej udział: dr Konstanty Narkiewicz-Jodko (fizyk i kierownik wyprawy), inż. Stefan Daszyński (geolog), dr Jan Kazimierz Dorawski (lekarz), inż. Adam Karpiński (konstruktor lotniczy), inż. Stefan Osiecki (architekt, plastyk) oraz Wiktor Ostrowski (ówczesny student politechniki, późniejszy inżynier).
Podczas wyprawy uczestnicy zdobyli następujące szczyty (chronologicznie): 
- 3 stycznia 1934 r.: Trabante I (4860 m n.p.m.; Dorawski i Karpiński)[2]
- 9 stycznia.: Trabante II (5300 m n.p.m.; Narkiewicz-Jodko i Ostrowski)[2]
- 16 stycznia: Pilar Grande (6000 m n.p.m.; Karpiński)[2]
- 18 stycznia: Mercedario (6720 m n.p.m.; Karpiński, Ostrowski, Daszyński i Osiecki – było to pierwsze w historii udokumentowane zdobycie tego szczytu)[2]
  - 26 stycznia: Cerro Wanda(inne języki) (5271 m n.p.m.; Karpiński i Dorawski – nieznany szczyt, nazwany przez polskich zdobywców, także znany w j. angielskim jako „Wanda Peak”)[2][4]
- 27 styczniia: Cerro Negro(inne języki) (5550 m n.p.m.; Dorawski, Karpiński, Ostrowski)[2]
- 9 lutego:  Alma Negra(inne języki)  (6110 m n.p.m.; Dorawski i Ostrowski)[2]
- 10 lutego: La Mesa(inne języki) (6150 m n.p.m.; Dorawski i Ostrowski)[2]
- ok. 10 lutego: Cerro Ramada(inne języki) (6410 m n.p.m.;  Narkiewicz-Jodko – pierwsze wejście)[2]
- 8 marca: Aconcagua (6960 m n.p.m. – najwyższy szczyt Andów, Ameryki Południowej oraz całej Ameryki; Ostrowski, Daszyński, Osiecki, Narkiewicz-Jodko; nowa wschodnia droga; tzw. „Ruta de los Polacos”)[2].

Do innych sukcesów wyprawy należy odkrycie sześciotysięcznika, nazwanego przez polskich odkrywców Cerro N, ale nie zdobytego do 1958 r. lub 1962 r. (gdy dokonała tego wyprawa z Argentyny; geografowie argentyńscy zmienili nazwę na Pico Polaco). Podobnie na cześć polskich zdobywców spływające z Mercedario lodowce otrzymały później nazwy: Lodowiec Ostrowskiego i Lodowiec Karpińskiego (Glacier Karpiński i Glaciar Ostrowski).
Wyprawa miała także znaczenie naukowe, w wymiarach eksploracji geograficznej i geologicznej (m.in. w zakresie tektoniki i stratygrafii, paleontologii i petrografii), a także obserwacji meteorologicznych. Ważne były także obserwacje medyczne Dorawskiego, dotyczące funkcjonowania organizmu człowieka w warunkach górskich.

## Druga Polska Wyprawa Andyjska
Druga Polska Wyprawa Andyjska z lat 1936–1937 pod kierownictwem Justyna Wojsznisa miała miejsce w rejonie Ojos del Salado, na pograniczu Argentyny i Chile. Do uczestników wyprawy należeli, oprócz Wojsznisa: Witold Paryski, Stefan Osiecki, Jan Szczepański.
Podczas wyprawy uczestnicy zdobyli następujące szczyty (chronologicznie):
- 18 stycznia 1937 r.: Cerro de Los Patos(inne języki) (6280 m n.p.m.; szczyt zdobyty przez wszystkich uczestników)[2]
- 4 lutego: Cerro del Nacimiento(inne języki) (Paryski zdobył szczyt południowo-zachodni o wysokości 6330 m n.p.m., a Wojsznis północno-zachodni o wysokości 6493 m n.p.m.; następnego dnia Wojsznis zdobył również szczyt północno-wschodni o wysokości 6490 m n.p.m.)[2]
- 7 lutego: Nevado Pissis (5950 m n.p.m.; Osiecki i Szczepański, odkrycie górskiego jeziora Laguna Negra(inne języki))[2]
- tego samego dnia: Cerro Sosa(inne języki) (ok. 5000 m n.p.m.; Wojsznis i Paryski)[2]
- tego samego dnia: Volcán del Viento(inne języki) (6010 m n.p.m.; Wojsznis)[2]
- 24 lutego: Nevado Tres Cruces (6620 m n.p.m.; Osiecki i Paryski – najpierw wspinacze osiągnęli środkowy wierzchołek; dwa dni później Paryski samotnie zdobył południowy szczyt)[2]
- 26 lutego: Ojos del Salado (6870 m n.p.m.; Szczepański i Wojsznis – pierwsze wejście na ten szczyt[7])[2]
- 11 marca:  Volcan de Copiapo(inne języki) (6052 m n.p.m.; Paryski i Szczepański)[2].

Podobnie jak podczas pierwszej wyprawy, uczestnicy dokonali szeregu badań naukowych, w tym wykonali szkic topograficzny obszaru o powierzchni ok. 3000 km kw.; medyczne obserwacje Paryskiego, podobnie jak obserwacje Dorawskiego z lat poprzednich, przyczyniły się do wzbogacenia wiedzy nad aklimatyzacją wspinaczy i chorobą wysokościową.
Sukcesy Polaków zostały obszernie opisane w argentyńskiej i chilijskiej prasie; zorganizowano szereg spotkań, między innymi w Buenos Aires, La Plata, Montevideo i Santiago. Pokazano także film nakręcony w trakcie wyprawy.

## W literaturze
Efektem tych ekspedycji było także powstanie zbioru tekstów przedstawiających osiągnięcia polskich wspinaczy. Artykuły, a także książki, były publikowane przez uczestników wypraw wiele lat po ich zakończeniu. Publikacje te miały miejsce zarówno w kręgach specjalistycznych, np. w czasopismach takich jak Wierchy i Taternik (także obcojęzycznych, m.in. w The Geographical Journal), jak i w szerszym zakresie – w formie książek autobiograficznych, wspomnieniowych lub narracji przypominających wyprawy, wydawanych przez różnorodne wydawnictwa o szerokim profilu (np. książki – Narkiewicza-Jodki W walce o szczyty Andów, 1935; Ostrowskiego Na szczytach Kordyljerów. Wspomnienia z polskiej wyprawy naukowo-alpinistycznej w Kordyllera de los Andes z tego samego roku; jego późniejsza Wyżej niż kondory z 1959; Szczepańskiego Wyprawa do księżycowej ziemi, 1954; Paryskiego W górach Atakamy, 1957; czy Dorawskiego Pierwsza wyprawa w Andy, 1961).